# Kucha (Offenhausen)

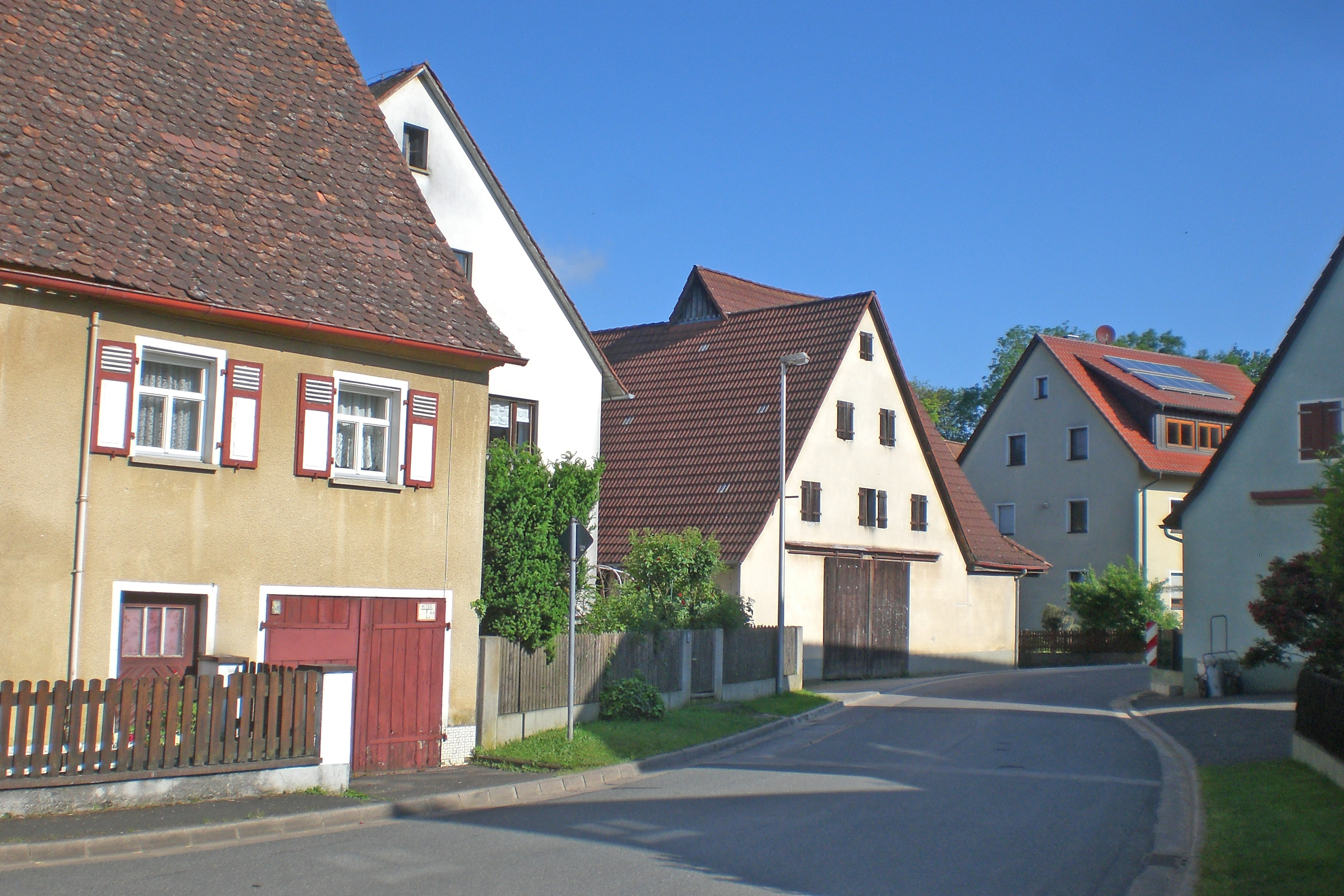
Kucha Ortskern (2024)

Kucha ist ein Gemeindeteil der Gemeinde Offenhausen im Landkreis Nürnberger Land (Mittelfranken, Bayern). Die Gemarkung Kucha hat eine Fläche von 4,905 km². Sie ist in 1405 Flurstücke aufgeteilt, die eine durchschnittliche Flurstücksfläche von 3491,05 m² haben. In ihr liegen neben dem namensgebenden Ort die Gemeindeteile Mittelhof und Oberndorf.

## Geographie

### Geographische Lage
Das Dorf Kucha liegt in einem kleinen Talkessel im Hammerbachtal, rund 2 Kilometer südlich von Offenhausen und circa 7 Kilometer nordöstlich von Altdorf bei Nürnberg. Das Dorf befindet sich im Bereich des Albtraufs im Süden der Hersbrucker Schweiz, die Bestandteil der Frankenalb innerhalb des Südwestdeutschen Stufenlandes ist. Im Nordosten von Kucha erhebt sich der Asselberg (554 m ü. NHN) und im Nordwesten begrenzt das Bergplateau des Keilbergs (547,2 m ü. NHN) den Ort.

### Naturräumliche Zuordnung
Naturräumlich gehört Kucha zum nördlichen Teil der Mittleren Frankenalb (Meynen/Schmithüsen et al.). Nach der naturräumlichen Gliederung Deutschlands (Axel Ssymank) liegt die Mittlere Frankenalb als Naturraum-Einheit in der Naturraum-Haupteinheit Fränkische Alb.

### Geologie
Die Juralandschaft von Kucha wird geologisch durch Schichten aus der Braunjura-Gruppe (Dogger) bestimmt. In den tieferen Lagen prägen blau- bis schwarzgraue Ton- und Tonmergelsteine mit Toneisenstein-Konkretionen aus der Opalinuston-Formation (Dogger Alpha) den Landschaftsraum. Darüber befinden sich fein- bis mittelkörnige Sandsteinschichten mit Eisenerzflözen aus der Eisensandstein-Formation (Dogger Beta). Die Bergkuppen des Asselbergs und Keilbergs bestehen aus Schichten der Weißjura-Gruppe (Malm). Das Hammerbachtal ist mit quartären Talfüllungen bedeckt.

### Boden
In den Talauen haben sich Gleye und andere grundwasserbeeinflusste Böden mit Talsedimenten aus Schluff bis Lehm entwickelt. Auf den Braunjura-Gesteinen hat sich Braunerde als Bodentyp ausgebildet. Auf den kalkreichen Hochflächen aus Malm sind flachgründige Rendzina-Böden bestimmend und in den darunter gelegenen Übergangsbereichen herrschen die beiden Bodentypen Regosol und Braunerde-Regosol vor.

### Klima
Kucha liegt in der kühl-gemäßigten Klimazone und weist ein humides Klima auf. Der Landschaftsraum des Dorfes befindet sich im Übergangsbereich zwischen dem feuchten atlantischen und dem trockenen Kontinentalklima. Nach der Klimaklassifikation von Köppen/Geiger zählt Kucha zum gemäßigten Ozeanklima (Cfb-Klima). Dabei bleibt die mittlere Lufttemperatur des wärmsten Monats unter 22 °C und die des kältesten Monats über −3 °C.

### Fließgewässer
Der im Osten verlaufende Hammerbach (Pegnitz) durchfließt Kucha in Nord-Süd-Richtung. Der gliedernde Bachlauf mäandriert und ist nach der Gewässerstrukturgütekartierung nur mäßig verändert. Die begleitenden Gehölze sind in der Biotopkartierung erfasst und naturschutzfachlich wertvoll.

## Geschichte
Mit dem Gemeindeedikt (frühes 19. Jahrhundert) wurde der Steuerdistrikt Kucha gebildet. Zu diesem gehörten Breitenbrunn, Hartenberg, Hinterhaslach, Ittelshofen, Klingenhof, Mittelhof, Vorderhaslach, Oberndorf und Püscheldorf. Zugleich entstand die Ruralgemeinde Kucha, zu der Mittelhof und Oberndorf gehörten. Sie unterstand in Verwaltung und Gerichtsbarkeit dem Landgericht Altdorf. Im Zuge der Gebietsreform in Bayern wurde Kucha am 1. Mai 1978 nach Offenhausen eingemeindet.

## Kultur und Sehenswürdigkeiten
- Der Keilberg mit der Kapellenruine St. Ottmar und St. Ottilien
- Kneippbrunnen am Ortsrand

## Sonstiges
- Kucha verfügt über eine Freiwillige Feuerwehr, einen Schnupf-Club, eine Evangelische Landjugend und den Gesangsverein Liederkranz